# De Havilland DH.51
El De Havilland DH.51 fue un biplano de turismo de tres plazas británico de la década de 1920, construido por De Havilland en el aeródromo Stag Lane, Edgware.

## Diseño y desarrollo
De Havilland diseñó el DH.51 como un biplano de turismo económico, basado en el motor RAF 1A de 67 kW (90 hp) que estaba disponible entre los excedentes de guerra. El avión voló por primera vez en julio de 1924; funcionó bien, pero como no tenía un sistema de encendido dual, se le negó el certificado de aeronavegabilidad. Como se habrían necesitado al menos diez horas de pruebas de vuelo para certificarlo con un sistema de encendido único, De Havilland decidió cambiarle el motor al avión. El avión fue equipado con un motor de pistón V8 refrigerado por aire ADC Airdisco, que mejoraba considerablemente el rendimiento pero ya no era barato de operar. Como resultado, sólo se construyeron tres aviones. El primer avión fue equipado con alas de un solo vano y designado DH.51A. Fue exportado a Australia y posteriormente convertido en hidroavión como DH.51B.

## Historia operacional
El primer avión fue exportado a Australia en 1927 y, como hidroavión, volcó en la bahía de Sídney en enero de 1931. El segundo avión permaneció en el Reino Unido hasta que fue desguazado en 1933. El tercer avión fue construido en 1925 y exportado a Kenia en 1929, teniendo el honor de ser el primer avión en el registro civil de Kenia como VP-KAA. Después de 40 años de servicio, regresó por transporte aéreo al Reino Unido en 1965, donde fue restaurado por Hawker-Siddeley Aviation en Hawarden. Posteriormente se inscribió en el registro del Reino Unido como G-EBIR y pasó a la Shuttleworth Collection en Bedfordshire, donde permanece en condiciones de vuelo hasta el día de hoy.

## Supervivientes
El tercer avión (matriculado G-EBIR y llamado Miss Kenya; construido en 1925) permanece en condiciones de vuelo en la Shuttleworth Collection, Old Warden, Inglaterra, y se puede ver en eventos de vuelo durante los meses de verano. Todavía está propulsado por un motor V-8 Airdisco (Renault) 120hp que mueve una hélice de madera de 4 palas de paso fijo.

## Especificaciones (DH.51 con motor Airdisco)
Referencia datos: De Havilland Aircraft since 1909

### Características generales
- Tripulación: Uno (piloto)
- Capacidad: Dos pasajeros
- Longitud: 8,1 m (26,5 ft)
- Envergadura: 11,3 m (37 ft)
- Altura: 3 m (9,7 ft)
- Superficie alar: 30,2 m² (325,1 ft²)
- Peso vacío: 609 kg (1342,2 lb)
- Peso cargado: 1016 kg (2239,3 lb)
- Planta motriz: 1× motor lineal V8 refrigerado por aire ADC Airdisco.
  - Potencia: 89 kW (123 HP; 121 CV)
- Hélices: De cuatro palas de paso fijo de madera

### Rendimiento
- Velocidad máxima operativa (Vno): 174 km/h (108 MPH; 94 kt)
- Velocidad de entrada en pérdida (Vs): 69 km/h (43 MPH; 37 kt)
- Techo de vuelo: 4600 m (15 092 ft)
- Régimen de ascenso: 4,9 m/s (965 ft/min)

## Aeronaves relacionadas

### Secuencias de designación
- Secuencia DH._ (interna de De Havilland): ← DH.48 - DH.49 - DH.50 - DH.51 - DH.52 - DH.53 - DH.54 →